# Nyeles mirigygomba
A nyeles mirigygomba (Exidia recisa) a fülgombafélék családjába tartozó, Eurázsiában és Észak-Amerikában honos, lombos fák elhalt ágain, törzsén élő, nem ehető gombafaj.

## Megjelenése
A nyeles mirigygomba termőteste 1,5-3,5 cm széles és max. 2 cm magas, kezdetben nagyjából kúpos, majd szabálytalan nyelv vagy csésze alakúvá válik. Többnyire igen rövid nyele van, vagy legalább a termőtest összeszűkül és egy pontban érinti az aljzatot. A szomszédos termőtestek gyakran összenőnek és lebenyes, agyvelőszerűen tekervényes, vagy bemélyedésekkel-gerincekkel tarkított felületű tömeggé állhatnak össze, amely akár 10 cm széles is lehet. Színe sárgásbarna, borostyánszínű, karamellbarna vagy sötétbarna, gyakran lilás árnyalattal. Alsó oldala tompa barna színű. Felszíne sima, de nagyító alatt látható, hogy apró, feketés szemölcsök borítják. Kiszáradva a szélei, tekervényeinek gerincei megfeketednek.   
Húsa kocsonyás, zselészerű, sárgásbarna színű. Íze és szaga nem jellegzetes.
Spórapora fehér. Spórája kolbász alakú, sima, mérete 10–17 x 2,5–4 µm.

### Hasonló fajok
A nyírfán élő kerekebb, gombszerűbb karéjos mirigygomba, a júdásfülgomba, a fodros rezgőgomba, a sárgás mirigygomba, a cseresznye-mirigygomba hasonlít hozzá.

## Elterjedése és termőhelye
Eurázsiában és Észak-Amerikában honos. 
Lombos fák (elsősorban fűz) elhalt, korhadó ágain, törzsén található meg, főleg nedves időben. Esős, fagymentes időben egész évben előfordulhat, de inkább késő ősszel és tavasszal jellemző.

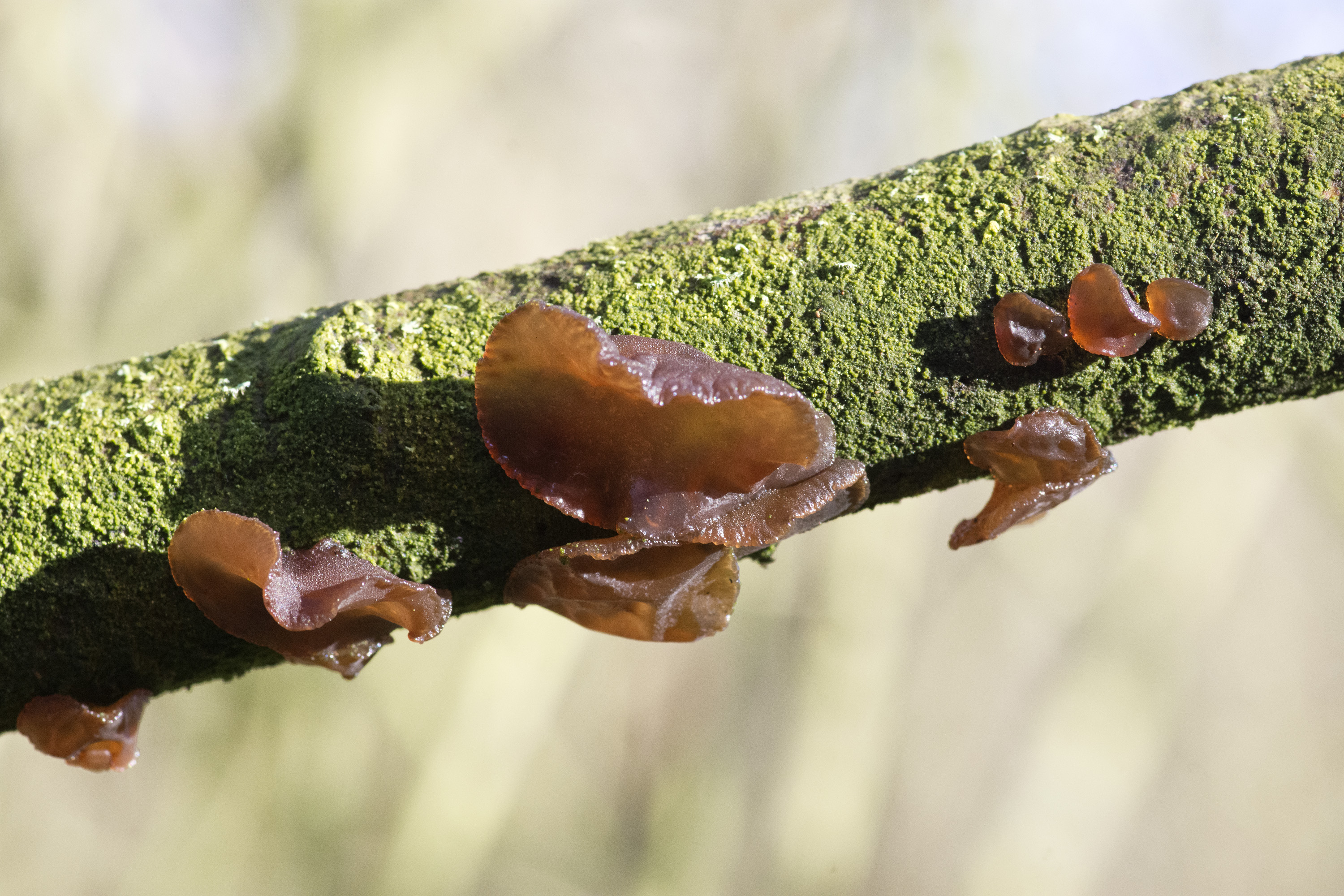
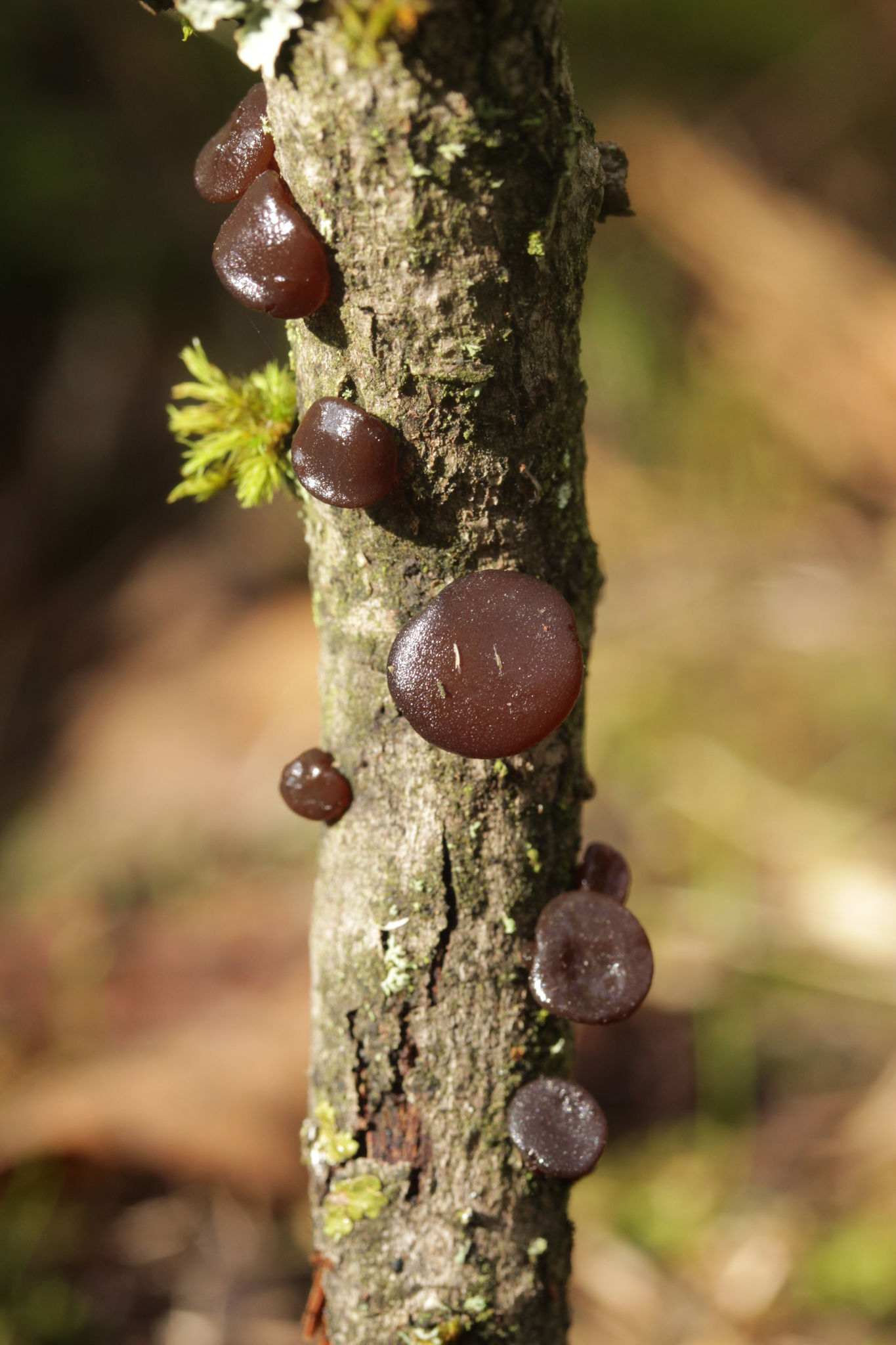
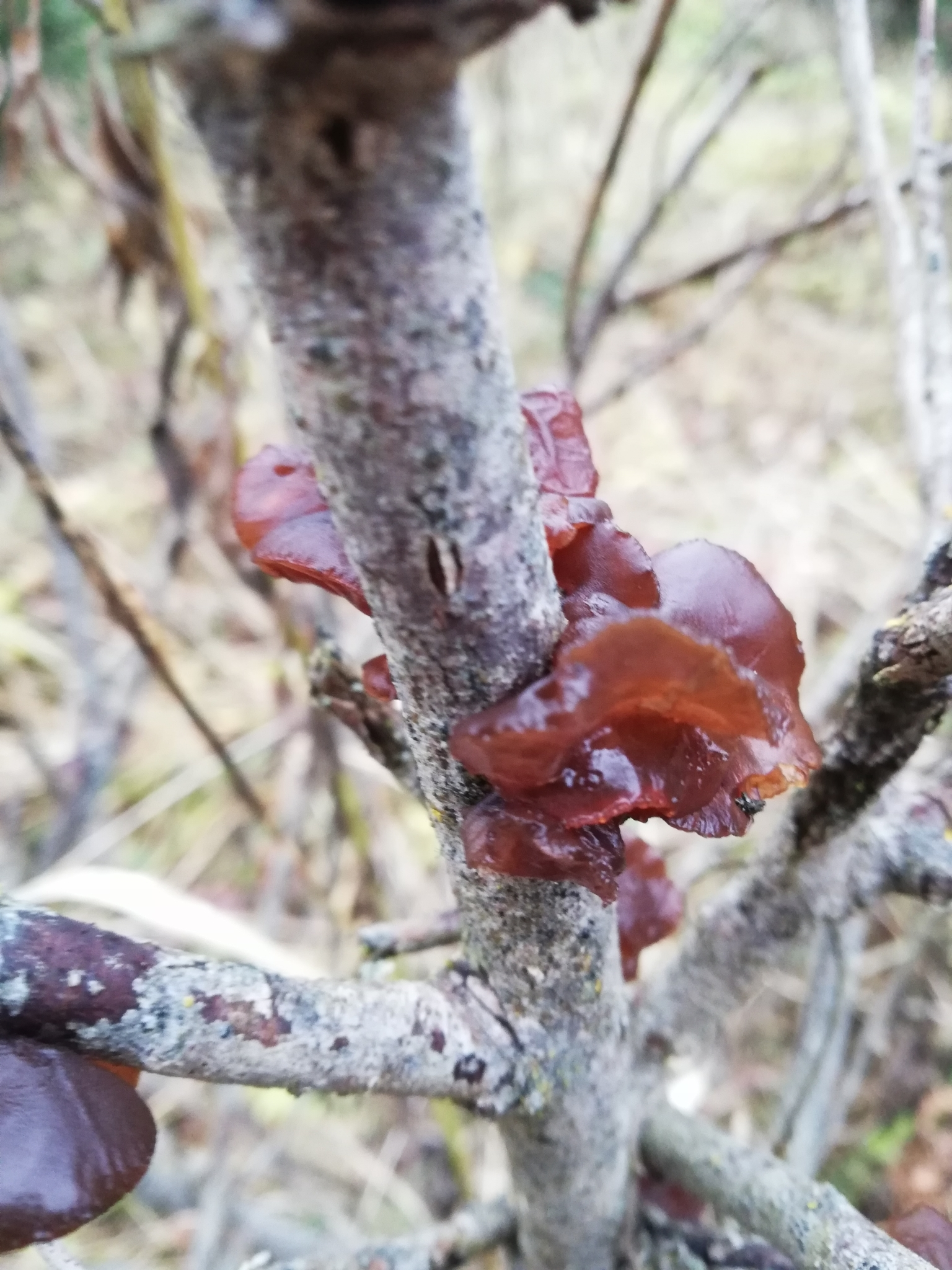
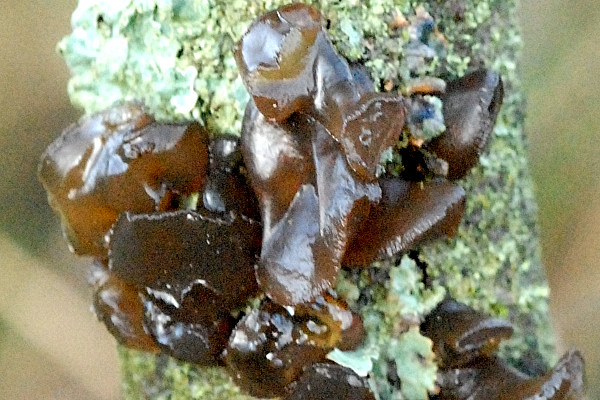
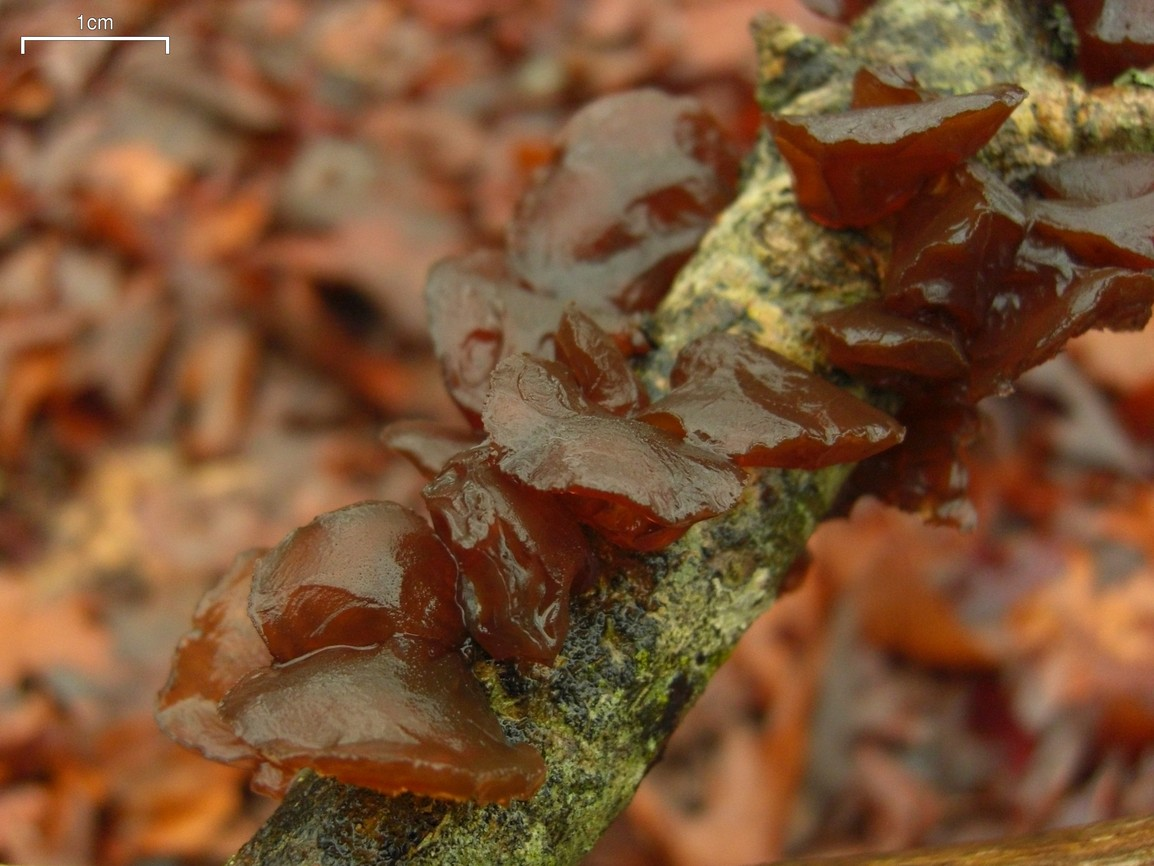

Nem ehető.    